# Победа (авиокомпания)
Вижте пояснителната страница за други значения на Победа.
Авиокомпания „Победа“ е търговската марка на фирма ООО „Бюджетный перевозчик“, част от групата на „Аерофлот“ и е определяна като класически нискотарифен превозвач. Логото на „Победа“ е идентично като цветове, шрифт и графични елементи като това на нейния предшественик „Доброльот“.
Първият полет на новата нискотарифна авиокомпания на Русия е осъществен на 1 декември 2014 г. по маршрута Москва – Волгоград.
„Победа“ първоначално ще лети предимно по вътрешни полети от московското летище Внуково до Белгород (EGO), Владикавказ (OGZ), Волгоград (VOG), Екатеринбург (SVX), Минералние води (MRV), Перм (PEE), Самара (KUF), Сочи (AER), Сургут (SGC), Тюмен (TJM), Челябинск (CEK). Самолетите, които ще летят от и до тези дестинации, са Boeing 737-800 NG – New Generation.
До 2018 г. се очаква разширение на флота, който ще достигне до около 40 самолета, а превозените пасажери ще достигат 10 млн. годишно, което ще постави авиокомпания „Победа“ в топ 10 на най-големите авиопревозвачи в Русия. Стремежът е за опериране на над 45 вътрешни и международни дестинации.